# Chó sục thể thao Lucas
Chó sục thể thao Lucas là một giống chó nhỏ của thuộc loại chó sục. Loài này được đặt tên theo Jocelyn Lucas.

## Ngoại hình
Chó sục thể thao Lucas là một loại chó sục chân ngắn, thuộc nhóm chó lao động làm việc do đó phải có lồng ngực có kích thước nhỏ và bề ngang hẹp để đi xuống đất khi cần thiết. Bề ngang của nó là vào khoảng 12 inch ở vai và trọng lượng thì khoảng 15 lb. Bộ lông giống chó này bờm chờm và xù xì, có màu trắng xen lẫn các mảng tối, hoặc màu lông do sự kết hợp khác nhau giữa các màu pha với màu nâu, như: đen và vàng-nâu hoặc vàng-nâu và màu muối tiêu.

## Lịch sử
Chó sục thể thao Lucas được phát triển ở Scotland (trước hết là Mey, Caithness và sau đó ở Abington, South Lanarkshire) từ giống Chó sục Lucas, Chó sục Jack Russell và cá thể giống Chó sục Fell bởi Brian Plummer vào những năm 1990, với nỗ lực tạo ra một giống chó sục có khả năng lao động. Năm 1999, câu lạc bộ Chó sục Lucas đã liệt kê tất cả những con chó của Brian Plummer vì họ "không muốn truyền dòng máu của các loại chó sục khác được đưa vào dòng máu của [giống chó sục của] họ". Các câu lạc bộ giống sau đó được thiết lập cho chó của Plummer và nó đã trở thành giống chó mới với cái tên Chó sục thể thao Lucass, mặc dù thực tế rằng sự kết nối với Chó sục Lucas trong thời kỳ ban đầu và có liên quan nhất định.
Chó sục Lucas được tạo ra bởi Thiếu tá Jocelyn Lucas vào cuối những năm 1940, với nỗ lực lai tạo một loài chó sục Sealyham có thể đi xuống mặt đất, từ Chó sục Sealyham và Chó sục Norfolk. Trong thời đại ngày nay, giống chó này đã trở lại vai trò chủ yếu là một con vật cưng và chó trình diễn.
Một giống chó săn khác do Brian Plummer phát triển là Chó sục Plummer. Giống chó này khá tương đồng trong các thành phần giống lai tạo tạo thành với chó sục thể thao Lucas, nhưng có thêm Chó sục bò lai cùng và giống chó nay nổi danh vì tính tình hay gây gổ.